# Klippel-Trénaunays syndrom
Klippel-Trénaunays syndrom (KTS) är en sällsynt medfödd missbildning som kännetecknas av hudförändringar, kärlmissbildningar i blod- och lymfkärlssystemet samt förstorade mjukdelar (stödjevävnader som inte består av skelett eller brosk) och skelettförändringar med begränsad utbredning.
Klippel-Trénaunays syndrom kan ge upphov till nedanstående symtom av olika grad:
- Portvinsfläck eller ”rött födelsemärke” (kutan kapillär missbildning).
- Mjukvävnads- och bentillväxt (överväxt av den mjuka vävnaden och/eller av ben).
- Venös missbildning och lymfatiska abnormiteter.

Komplikationerna kan medföra blödning, cellulitis, venös propp eller propp i lungan (lungemboli). 
En patient med KTS har 20% högre risk för att drabbas av blodproppar.
Majoriteten av alla kvinnor med KTS upplever hjärtklappning och arytmi av hjärtat.
Många med KTS får spontana blödningar av ytliga blodkärl samt ödem.

## Historia
Sjukdomen beskrevs första gången år 1900 av de franska neurologerna Maurice Klippel och Paul Trénaunay. Tidigare hette sjukdomen Klippel–Trénaunay–Webers syndrom, men Weber togs bort för att syndromet inte skulle blandas ihop med Parkes Weber syndrom.
En annan benämning på syndromet är angioosteohypertrofiskt syndrom (angio=kärl, osteo="skelett," hypertrofisk="cell-,vävnads-" eller organförstoring). Omfattningen av de symtom och funktionsnedsättningar som kan uppstå varierar mycket mellan olika personer med syndromet.

## Förekomst
Internationellt anges att 2–5 av 100 000 nyfödda har Klippel-Trénaunays syndrom. Översatt till svenska förhållanden skulle det innebära att det i Sverige varje år föds 2 till 5 barn med syndromet. Det är lika vanligt hos flickor som pojkar.
Orsaken till syndromet är okänt men det finns misstanke om att syndromet beror på en förändring (mutation), i tidigt stadium av fosterutvecklingen, i något av de arvsanlag (gener) som styr kärltillväxten i vävnaderna. 
På senare år har nordiska patienter med KTS samlats i Svenska Klippel-Trénaunay Syndrom Nätverket.